# バン (自動車)

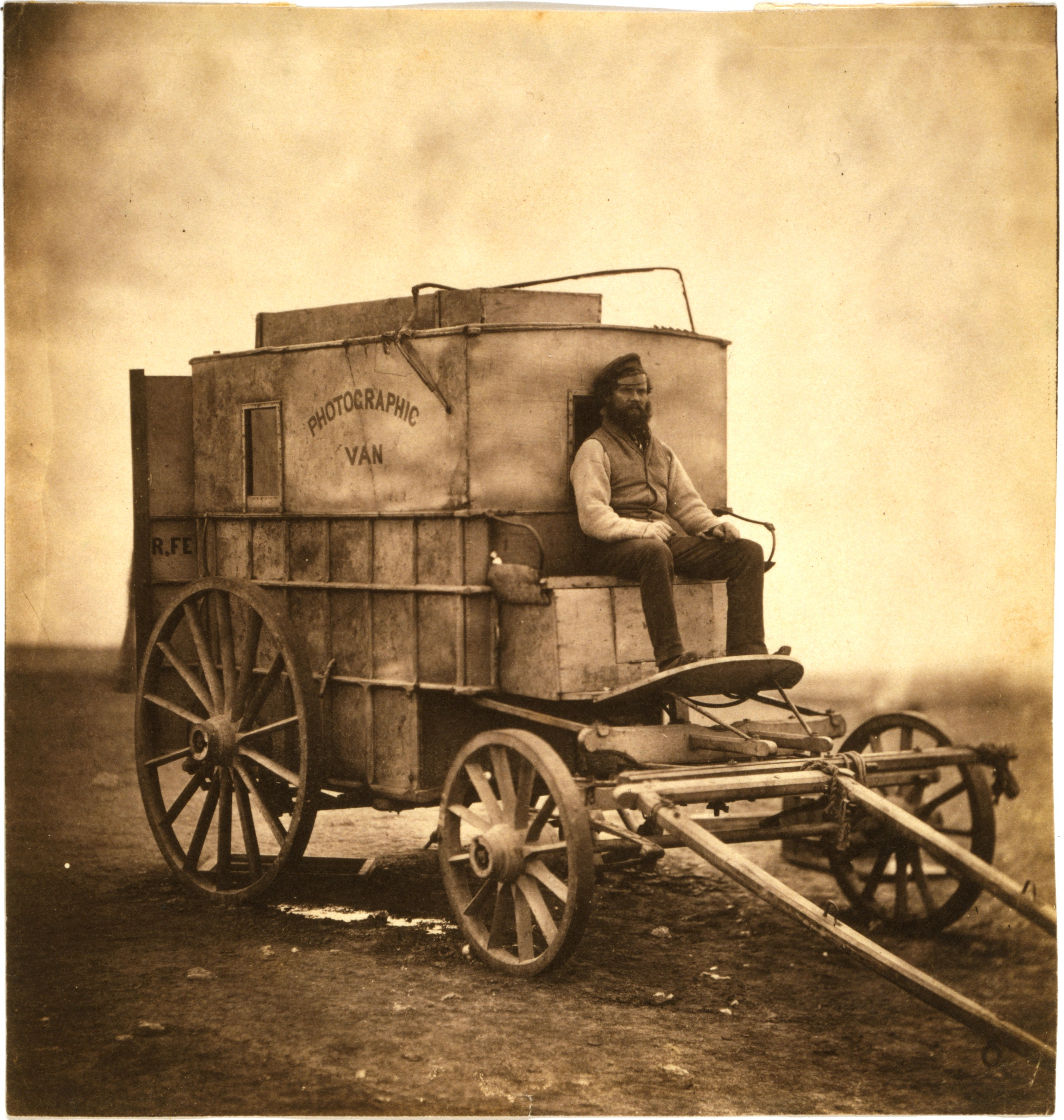
「バン」の語源となったキャラバン

バン (van) は、主に貨物を運搬する屋根付きの自動車である。
「バン」という言葉は、「キャラバン」（「隊商」が元来の意味だが、それを置き換えた「屋根付きの自動車」も指す）を短縮して生まれ、「箱型の貨物自動車」を指すようになった。その後、似た車種を指すよう、各国で言葉が派生した。

## 各国のバン

### イギリスおよびヨーロッパ

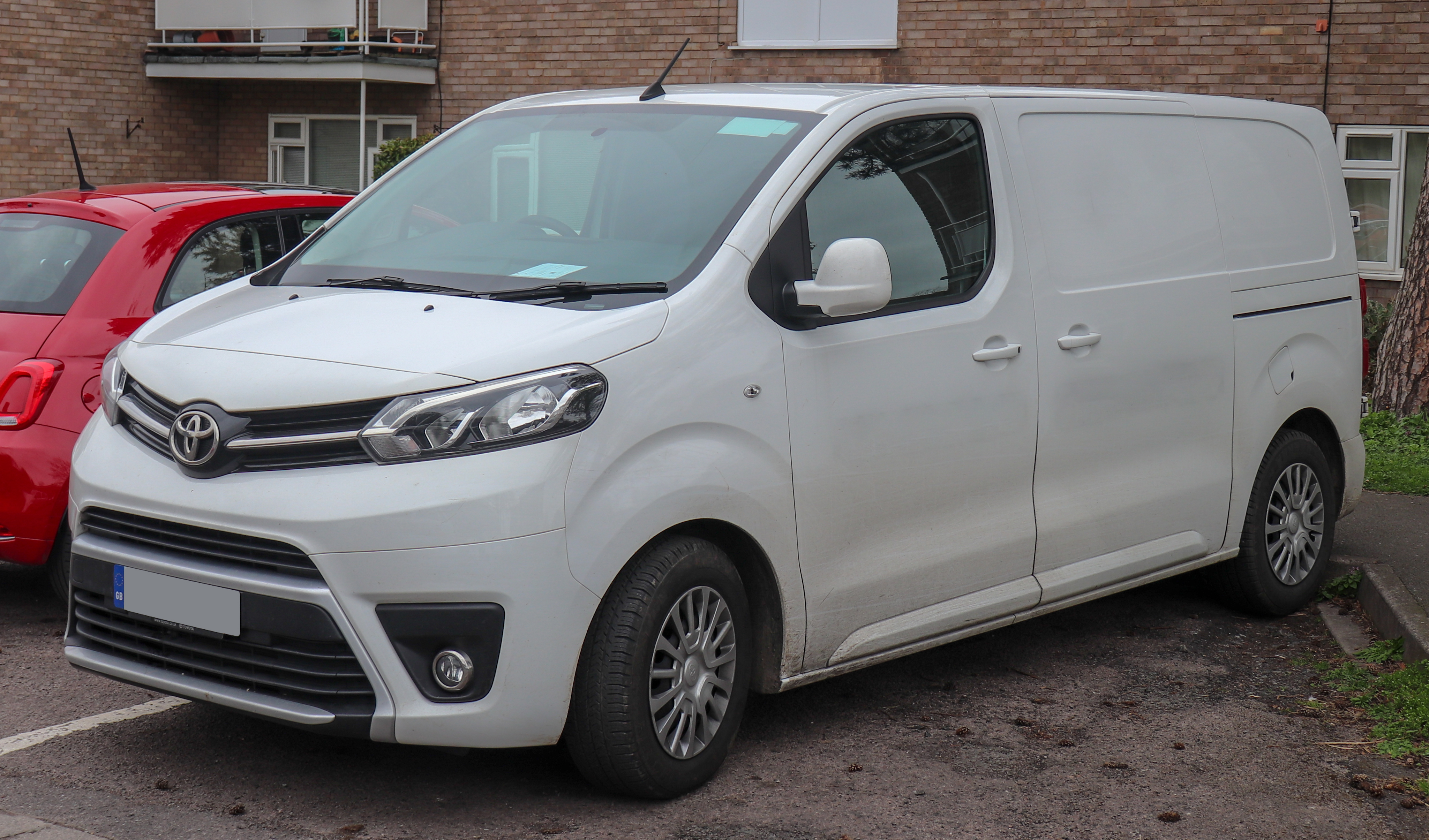
イギリスのトヨタ・プロエースバン

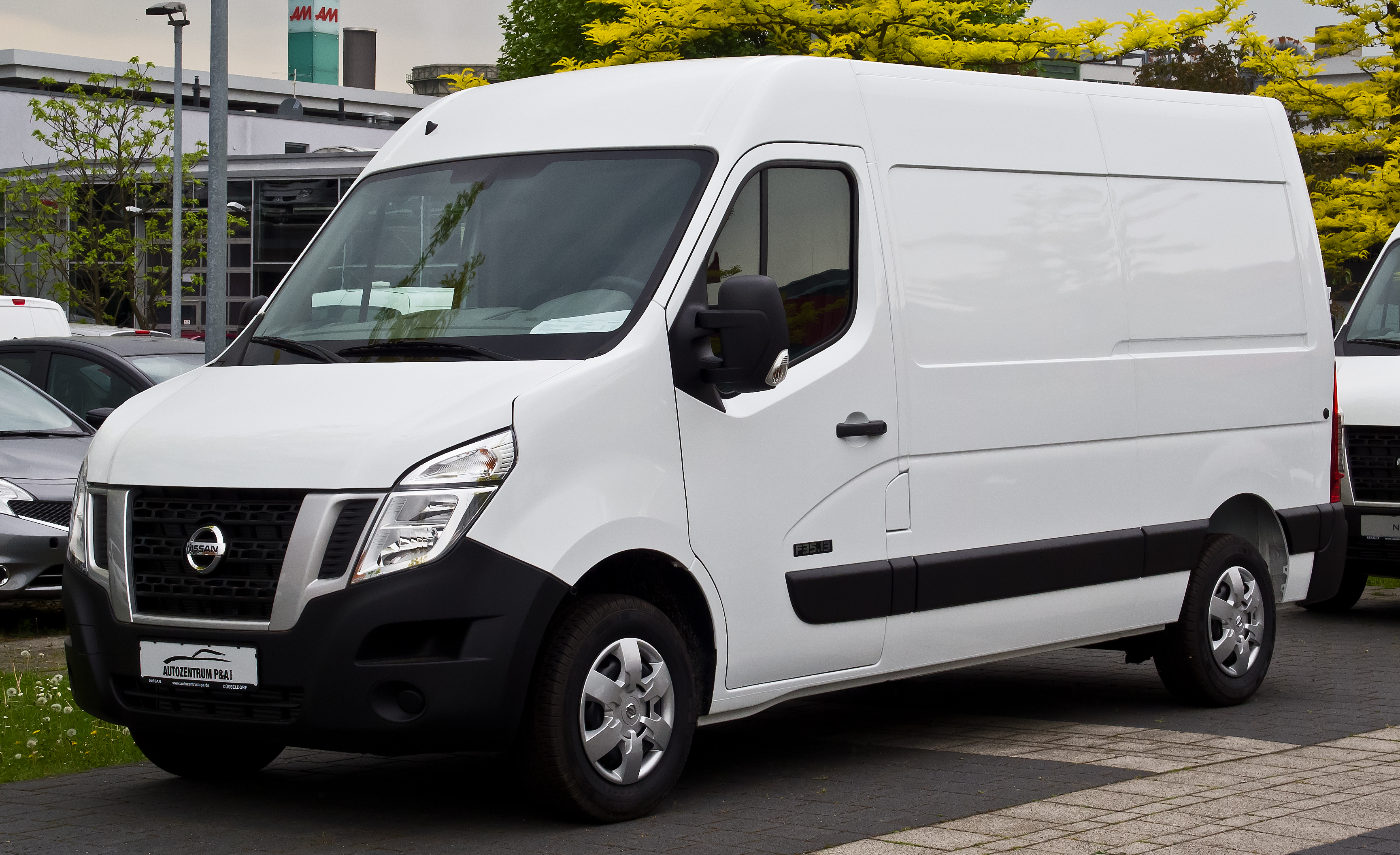
ドイツの日産・NV400

イギリスでは乗用車のミニバンは「ピープルキャリア」もしくは「MPV (Multi Purpose Vehicle) 」と呼ばれ、より大きな乗用バンは「ミニバス」と呼ばれる。ミニバンは小型の有蓋貨物自動車を意味する。

### アメリカ

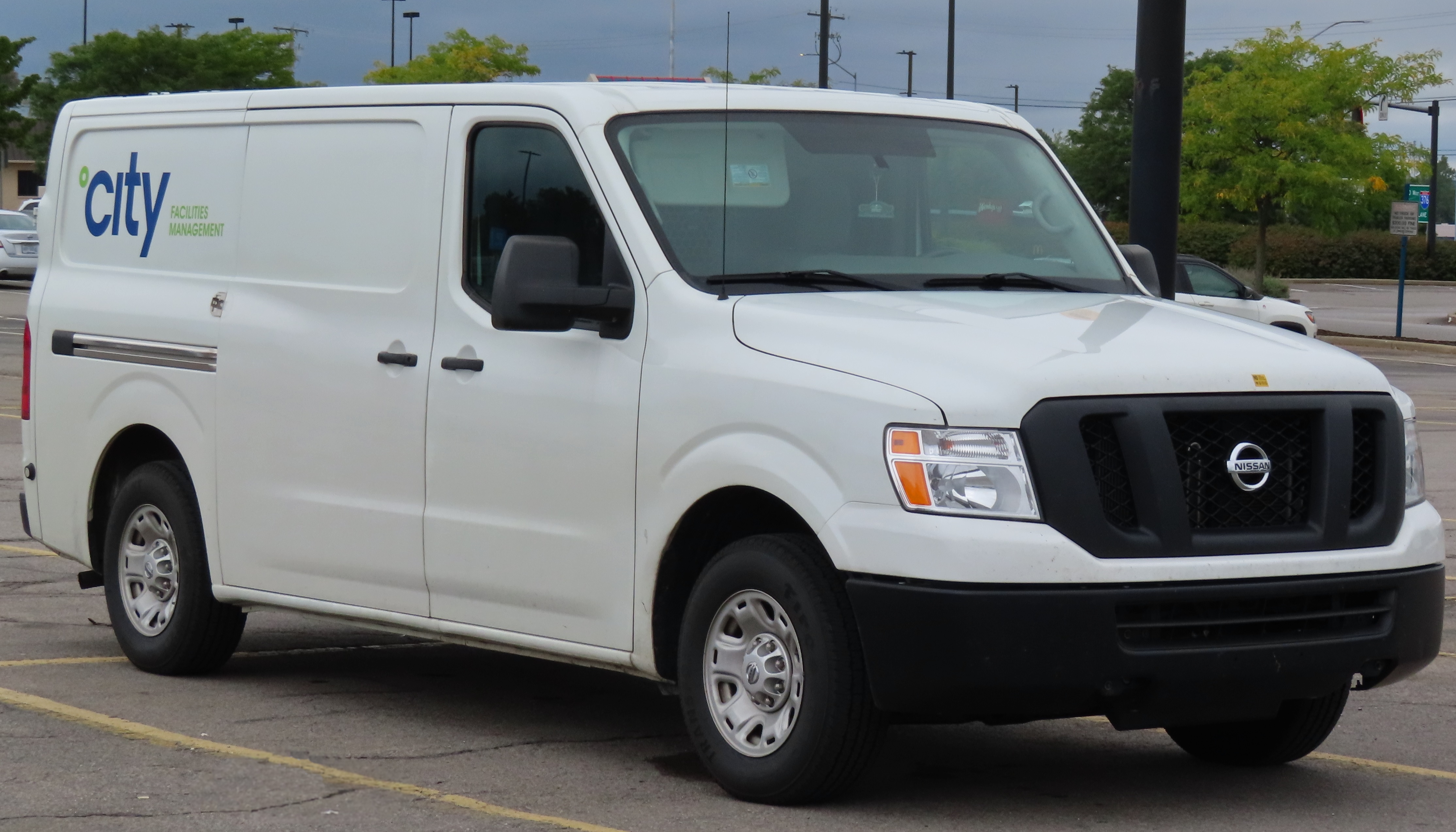
アメリカの日産・NVバン

アメリカでは、貨物を運ぶ箱型荷台のトレーラーも「バン」と呼ばれる。この場合、一般的な貨物を運ぶための「ドライバン」と、温度管理が必要な貨物を運ぶための「保冷バン」・「冷蔵バン」・「冷凍バン」は区別される。
ライトトラックと同様のプラットフォームとパワートレインが使われた大型の箱型自動車は「フルサイズバン」と呼ばれる。これらのバンは貨物用の「カーゴバン」、乗用のワゴン、あるいは内部空間をリムジンやサロン風に変更したり、移動事務所やキャンプ向けに改造した「コンバージョンバン」として販売される。
セミキャブオーバーレイアウトのためボンネットは短いが、エンジン後部とトランスミッションがキャビンに食いこんでいるため、前席足元は狭い。
アメリカでは貨物、乗用の区別なく、箱型車体のものをバンと呼び、欧州で言うピープルムーバーやMPVのような乗用仕様しかない小型の車種も「ミニバン」とカテゴライズされている。ミニバンは乗用車ベースのため貨物輸送を想定したフルサイズバンより小さく、軽く、乗用車と同じ前輪駆動（FF）、もしくはFFベースの四輪駆動のドライブトレインを持つ。このため乗り心地が良く、燃費に優れ、床が低く、車体寸法の割に室内も広く、もっとも小さなフルサイズバンと同等の7人から8人の乗客定員を持つものもある。しかしその分、エンジンの排気量（トルクの余力）、最大積載量、牽引能力などはフルサイズバンに及ばない。ミニバンのほとんどはリアドアがスライドドアとなっており、左右両側に装備するものもある。
荷物を運ぶことから、鉄道車両もバンと呼ばれる。

### 日本
モータリゼーション以前の日本では、小型車も乗用・商用共にラダーフレーム構造であったためシャシもほとんど共通で、各部の補強こそあれ、ライトバンも乗用車の車体後半を箱型にした程度であった。
その後、乗用車の車体がモノコック構造へと移行した後も、多くのライトバンは乗用車とコンポーネントを共有し続けて世代交代を重ねていった。各社での2ドアセダンの生産終了に伴い、これらのライトバンも4ドア（バックドアを含むと5ドア）モデルのみとなっていった。
一方、小型で廉価な大衆車ではその後2ボックスカーが新たな主流となったが、その3ドアハッチバックの車体のまま貨物登録としたバンもあったものの、大衆車でも5ドアハッチバックが一般的になるにつれ、バンもほとんどが4ドア（5ドア）となった。その中で商用バンと乗用ワゴンやハッチバックとの車体デザインを差別化するなどの努力も見られたが、ワンボックスタイプに押されて市場規模は徐々に小さくなり、2024年（令和6年）現在はトヨタ・プロボックスとそのOEMであるマツダファミリアバンによる寡占状態となっている。
ボンネットバンが一躍脚光を浴びるきっかけとなったのは1979年（昭和54年）に発売された初代スズキ・アルトで、過剰な装備を抑えた低廉な価格設定が特に話題となったものの、実質的には十分な実用性を持った2+2の「乗用車」であり、さらに物品税の免除（当初のみ）、軽自動車税や自動車保険などの維持費の低さで広く消費者に受け入れられ、「軽ボンネットバン」は一時国内市場の一大カテゴリへと成長した。しかし、消費税の導入（1989年〈平成2年〉）、軽トールワゴンの出現などにより次第に競争力を失って販売台数が下降し、ミラバンは2018年（平成30年）2月、アルトバンは2021年（令和3年）7月をもって生産を終了している。
コーチビルダーなどの特装車を除くと、現在まで繋がる日本のワンボックスバンの嚆矢は1960年（昭和35年）の日野・コンマースであるが、同車は商業的には大失敗で、実際の普及に貢献したのは1961年（昭和36年）に発売された軽商用車のスバル・サンバーと、1966年（昭和41年）に発売された小型車のマツダ・ボンゴであった。コンマースは当時としては先進的（時期尚早）な前輪駆動、後二者は後輪駆動であるが共にリヤエンジン車であるなど、その後トヨタ・ハイエースや日産・キャラバン、2代目以降のボンゴなどで一般化した純然たるキャブオーバーレイアウト（COE）でははなかった。

### オーストラリア
オーストラリアのバンは、ミニバンもしくは乗用の「ミニバス」、ホールデンやフォードの生産する「パネルバン」を意味する。商業利用の「フルサイズバン」もまたバンと呼ばれるが、7人から8人乗りの乗用車は「ミニバス」と呼ばれる。また、キャンピングトレーラーのこともしばしば「バン」と呼ばれる。
オーストラリアでは乗用のバンは「ピープル・ムーバー」と呼ばれる。貨物を運ぶ箱型のトレーラーもしくはセミトレーラーは、オーストラリアでは「バン」とはめったに呼ばれない。

### インド
インドでのバンは最も一般的な移動手段であり、しばしば児童の送迎にも用いられる。

## 種類

### フルサイズバン

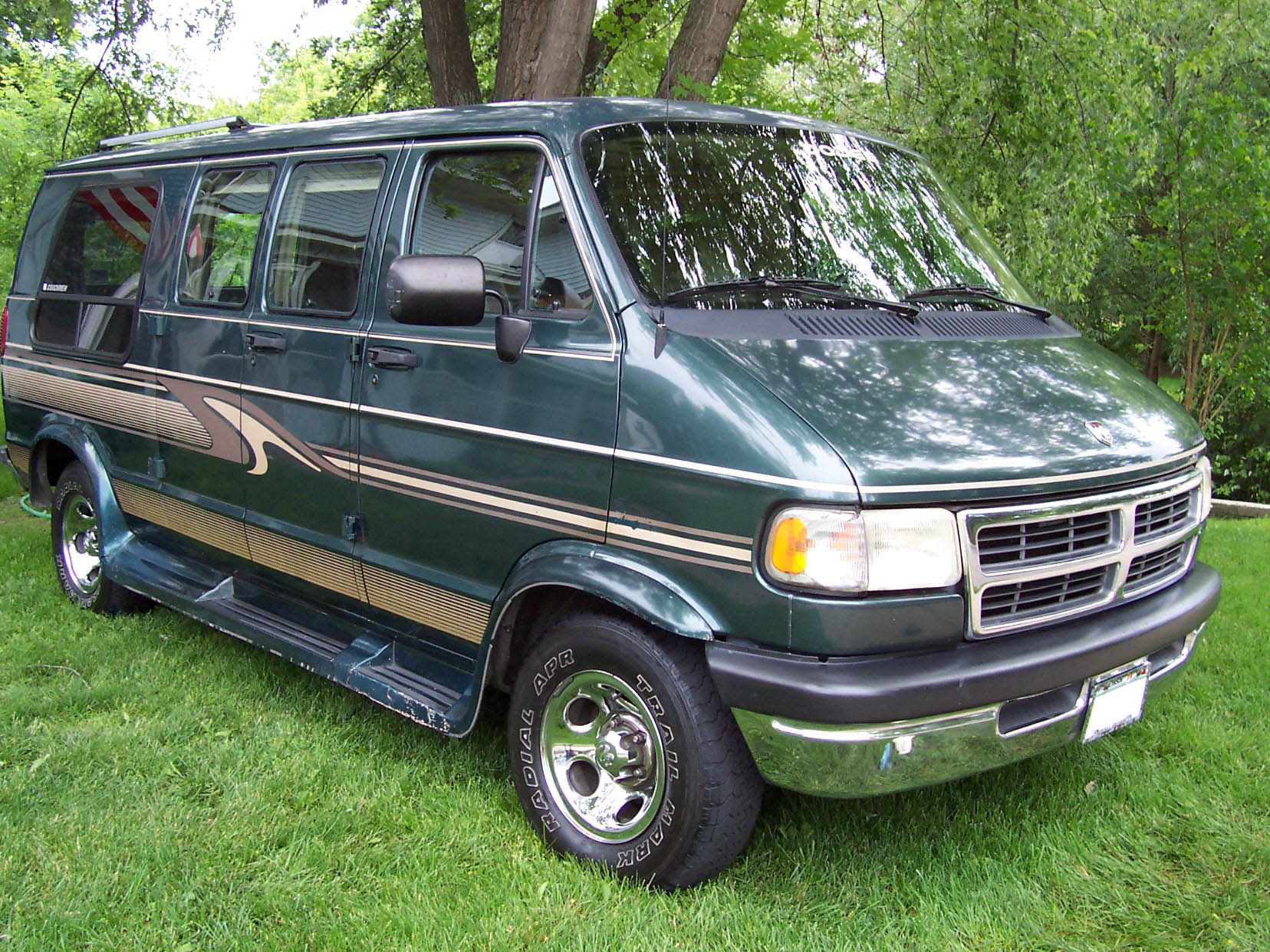
アメリカのフルサイズバン（ダッジ・ラムバン）

### ミニバン

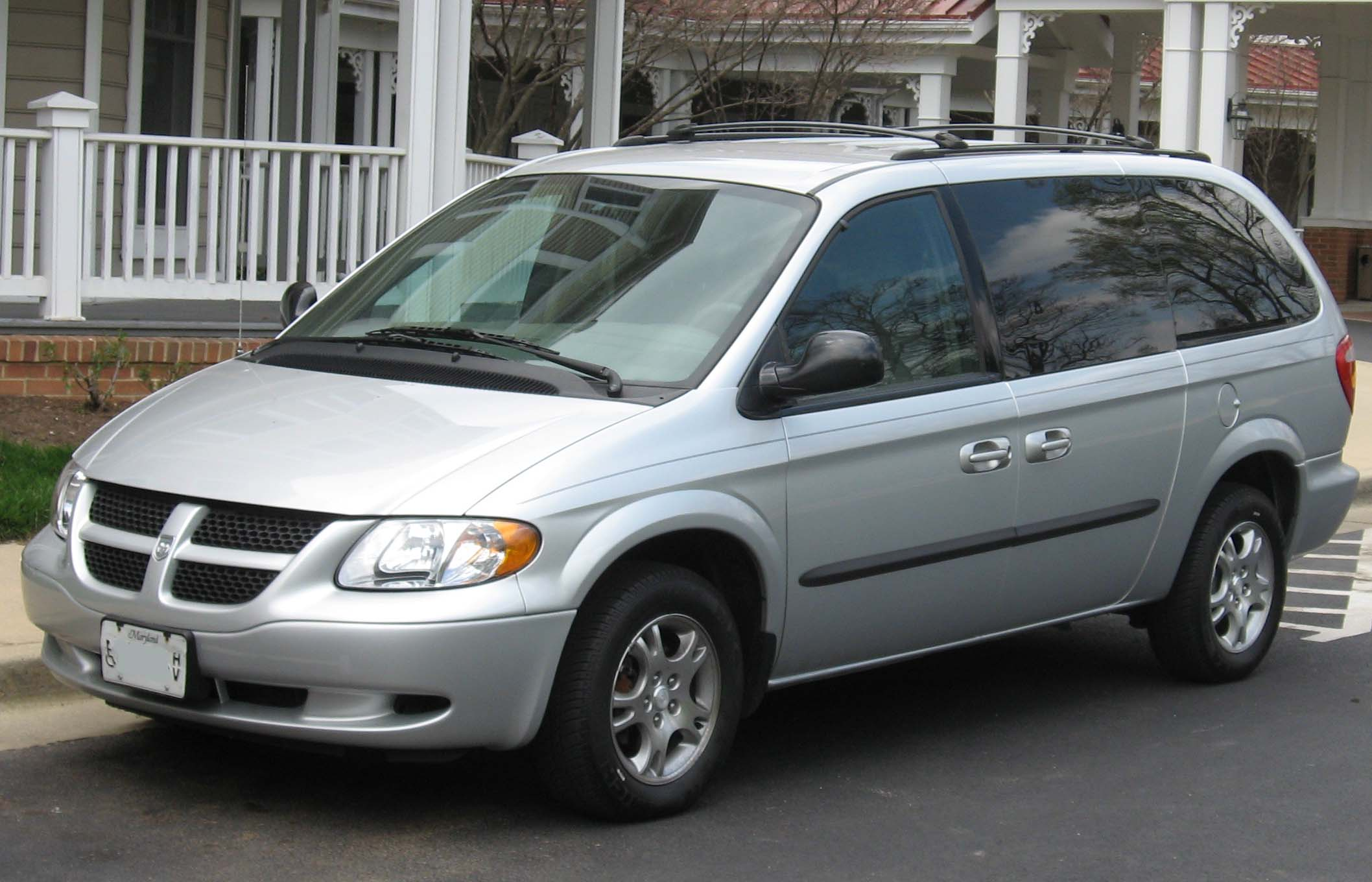
アメリカのミニバン（ダッジ・グランドキャラバン）

### ウォークスルーバン
ウォークスルーバン、ステップバンとは、デリバリー配送に最適化された小型トラックのひとつ。運転席と貨物室の間を障害なく行き来できるように設計されている。

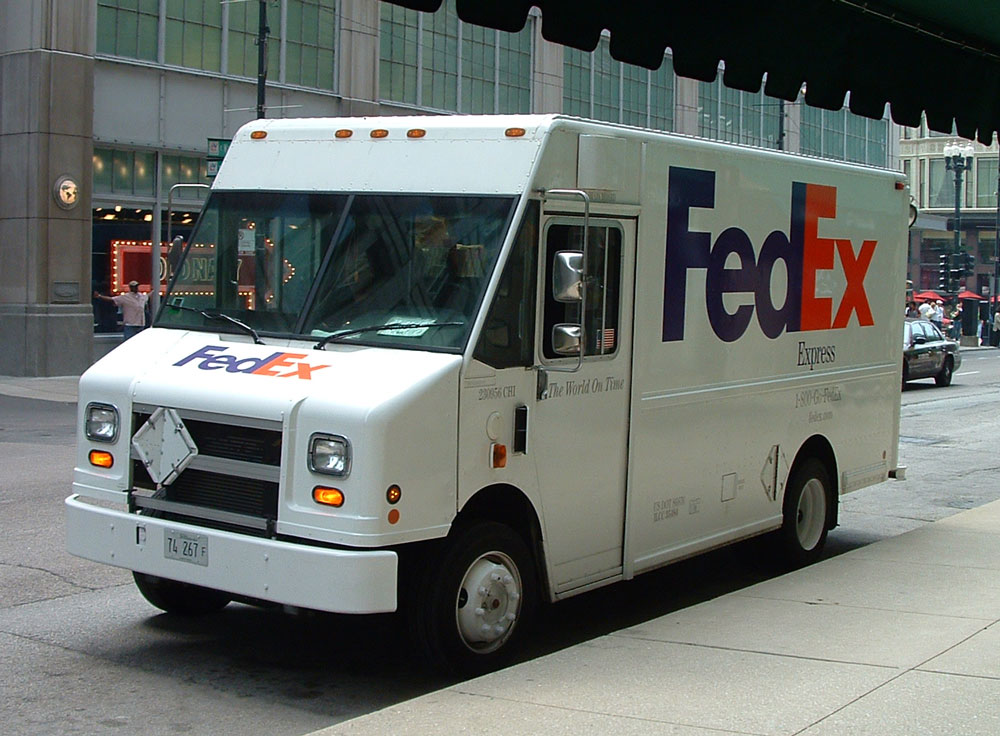
FedExのウォークスルーバン

### 軽バン
日本独自の規格である軽自動車のバン。ダイハツ・ハイゼットのように、軽トラックと同じ車名（ブランド）でワンボックス型（キャブオーバー）の軽バンが販売されることも多い。軽乗用車と同じ車型のバンは軽ボンネットバンと呼ばれる。

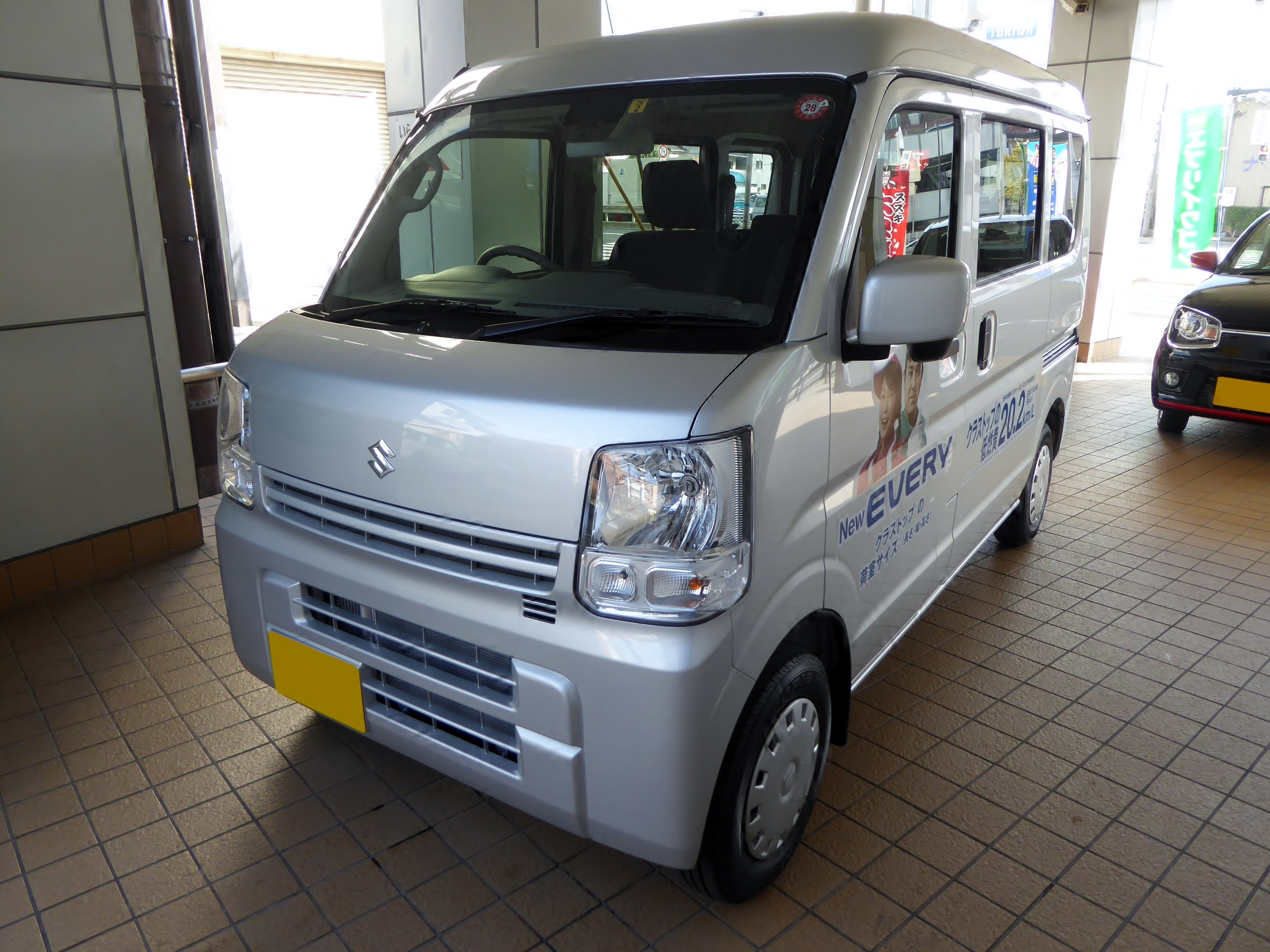
スズキ・エブリイ